# 索斯納河
索斯納河（羅馬化：Sosna）又称贝斯特拉亚索斯纳河（Быстрая Сосна），是俄羅斯的河流，位於奧廖爾州和利佩茨克州內，屬於頓河的右支流，河道全長296公里，流域面積約17,400平方公里，在每年11月下旬開始結冰，直至翌年3月下旬，河畔城鎮有利夫內和葉列茨。